# 白内障
白内障（はくないしょう、英: cataract）は、目の疾患の一つ。
水晶体が灰白色や茶褐色ににごり、物がかすんだりぼやけて見えたりするようになる。以前は「白底翳（）」と呼ばれていた。

## 原因
水晶体を構成する蛋白質であるクリスタリンが会合することで変性し、黄白色または白色に濁ることにより発症するが、根本的な原因は解明されておらず、水晶体の細胞同士の接着力が弱まったり、水分の通りが悪くなったりして起こるのではないかといわれている。
発症は45歳以上の中年に多く、年齢を重ねるにつれて割合が増加する。また、80歳以上の高齢者はほとんどが何らかの形で白内障の症状を引き起こしているといわれるが、進行の速さには個人差があり、目が見えづらくなるといった症状に至るとは限らない。このため、水晶体の白濁そのものは、病気ではなく、皮膚のシミや皺などと同じく老化の一環であるという考え方もある。
老化以外では、下記のような原因で発症することがある。
- 先天性
- 代謝性：糖尿病、ガラクトース血症
- 胎内感染：風疹、トキソプラズマ、サイトメガロウイルス
- 外傷性、電撃外傷
- 硝子体手術後、SF6等ガス挿入後、有水晶体眼内レンズ挿入眼
- 有害光線（紫外線、日焼けマシン（人工日焼け）によるもの
- 原爆やレントゲンなどによる放射線被曝
- 眼内炎（英語版）やぶどう膜炎などの炎症、網膜剥離など目の病気の合併症
- 薬物性：ステロイド、クロルプロマジン、塩酸ピロカルピン（縮瞳薬）
- アトピー性皮膚炎の合併症
- 全身性疾患：ダウン症候群、アルポート症候群、ウェルナー症候群、筋緊張性ジストロフィー
- 栄養不足：蛋白質などの栄養素の不足

これらの疾患と区別するため、加齢による発症を特に「加齢性白内障」と呼ぶ。（老人性白内障という表現もあるが実際には50代の半数がこの症状を起こしているという調査報告もあり「老人性」という言葉は不適切という見解もある）
外傷によるものでは、
- 目に極端に強い衝撃を受けた場合
- 目に物が刺さった場合
- 雷に打たれて1日で白内障になった

などがある。
糖尿病による白内障は普通より年齢10年分くらい進行が早いといわれている。
先天性代謝異常ガラクトース血症を患っている人が牛乳を摂取すると、牛乳の成分である乳糖が分解されてガラクトースとグルコースが生成され、代謝できずに残留したガラクトースにより水晶体を白濁させ、白内障になる可能性がある。しかし正常な代謝であればグルコースより先にガラクトースが消費されるため、血中にはほとんど残留しないとされる。1970年カート・リヒターとジェームズ・レッド・デュークはラットにヨーグルトを与えたら白内障になったと「サイエンス」に報告している。しかしこの際ラットに与えた量は体重の3分の1くらいという超大量投与であった。

## 症状
発生の原因によって、症状の現われ方と進行の速度に違いがある。いずれの場合も、最終的には視界が白濁する。ある程度まで白濁が進むと水晶体の中で散乱する光によって視界が白く染まってしまう（そのため、夜はともかく、日中はものを見ることができなくなる）が、そこに至る過程では視界に霧がかかったようになる（「すりガラス越し」と表現されることもあるが、湯気の満ちた浴室やスチームサウナの中にいる時のように、「白く靄がかかってはいるが、その向こうの物体にはピントが合ってちゃんと見える」状態となる）。
核性白内障の場合には、近視が進むことが知られている。
なお、加齢による場合は黄白色・茶褐色に濁るが、年齢が若い場合は白色に濁る。

### 加齢に伴う場合
加齢に伴う症状の場合、視野の周辺部から発生し、中心に向かって進行していくことが多い。この場合、初期の段階では症状が発生していること自体に気付きにくく、また症状の進行速度には個人差が大きいことから、進行が遅い人では死亡するまで症状が表面化しないことも珍しくない。
病変が生じるとその部分で光が散乱するようになるので、明るいところではなんとなくものが見えづらくなったり、光源を直視していないのに眩しく感じたりするようになる。さらに症状が進行すると眩しさが強くなるため、眼が疲れやすくなったり、眼底に痛みを感じるようになる。さらに進行すると黒目の部分が白っぽく濁って見えるようになり、視界が白濁して見えなくなる。

### アトピー性白内障の場合
アトピー性皮膚炎の患者に合併する。先に述べた一般の加齢性白内障と違い、若年者に発生することが多い。アトピー性白内障においては、水晶体の後嚢の中央部（視野で言うと中央の部分）から白濁が始まることが多いとされている。中央部に混濁があるため比較的早くから視力障害や霧視感を訴えることが多く、手術に至る例もある。また進行が速い例もあり、点眼薬などによる進行の予防は期待できないことも多い。原因はアトピー性皮膚炎によるものや掻痒に伴う眼外傷などが考えられるが、判然とはしない。

## 治療
現在のところ治療薬は開発されておらず、一旦発症し混濁すると元には戻らない。外科手術で混濁した水晶体を摘出し、代用となる眼内レンズを挿入するのがほぼ唯一の治療法となる。白内障手術は最も安全な手術の 1 つであり、白内障の治療は認知機能低下の予防に関連している。驚くべきことに、ハーバード大学医学部によると、左利きの医師は白内障手術中の合併症率が低い。
早期においては、進行を遅らせる目的で酸化防止剤等の薬剤（主に点眼液）を使用することがあるが、点眼治療に関しては厚生労働省研究班が「有効性に関する十分な科学的根拠がない」と2003年6月の日本白内障学会で発表した。もし科学的根拠がなければ医薬品としての認可自体がおりず、医薬品として販売することは出来ない。また当時日本眼科学会は強くこの発表を批判しており、現在に至るまで当の厚生労働省は白内障進行予防薬の医薬品としての認可を取り消していない。比較的早期においては、進行を遅らせる効果があるというのが一般的な考え方である。
前記厚生労働省研究班発表の1年前である2002年7月に世界初の「眼内レンズを予めセットした挿入具」の発売など近年手術時間の短縮や術後視力予後の改善期間が短くなってきていること、高齢者でも運転する人が多いなどクオリティ・オブ・ライフ（QOL）の意味から、以前よりも早期に手術を行う傾向にあり、長期にわたり点眼薬等の処方を行うのは、高齢者の診療を行う、眼科以外の診療科に多い傾向がある。
最終的には失明するとはいえ、日常生活や業務により、手術の適応には個人差が大きい。以下の場合は、早い時期に手術をすることが好ましいと考えられる。
- 特に夜間などの運転の頻度が高い場合
- 細かい作業を行うことが多い場合
- 網膜症を併発していたり併発が危惧される糖尿病の罹患者
- 網膜に合併症を生じる可能性のある疾患をもち、中等度以上の白内障がある場合
- 強度近視や高度近視・高度遠視で眼鏡をなるべく避けたい場合
- 角膜内皮細胞数が少ない場合
- 浅前房で緑内障急性発作が危惧される場合（特にうつむき検査で眼圧が上昇する場合）
- 後嚢下混濁型や水晶体中心部の混濁が強く、周囲の明るさなどで視力が大きく変化する場合

まぶしさや見えにくさの訴えが強く、眼鏡による矯正でも解消されない症例で、手術で症状が改善される場合もある。医師によっても考え方に差があるが、手術時期については担当医師と十分に相談の上で決めるのがよいと思われる。白内障の除去は、認知症のリスク低減につながるとされている。研究者は、感覚障害（視力低下など）が認知症発症の危険因子である社会的孤立や脳への刺激の減少を助長することを示すいくつかの証拠があるとしている。

### 手術療法

現在白内障の標準治療として行われている超音波乳化吸引療法の概要。水晶体の核と皮質を破砕し取り除いた後、眼内レンズ（IOL）で置換する。

古い時代から「目の中にある水晶体が白濁しているせいで物を見る邪魔をしている」ことは分かっていたため、この邪魔な水晶体を視野から取り除く方法がとられていた。
初期に行われたものは水晶体脱臼を起こさせて視野からずらす方法であり、一つ目は「カウチング法（墜下法）」で、眼球に鋭いがやや太い針を差し込んで濁った水晶体を眼球内の下の方に押しやるというもの、もう一つは鈍器で目を打って水晶体を支えている小体繊維を断裂させて落とすというものだったが、どちらも完全に進行しきってない白内障に対して行うと水晶体が割れてその破片が炎症や痛みを起こすなど視力に悪影響を及ぼす危険性があったこと、ならびに水晶体が逆戻りしてしまう問題点があった。時代が下って10世紀頃のイスラム圏では水晶体逆戻りを防ぐため「差し込む針を中空なものにして濁った水晶体を吸い出す」という手術も行われたことが医師（アル・ラーズィーなど）によって書き残されているが、この方法も水晶体破損の危険性が残っていた。

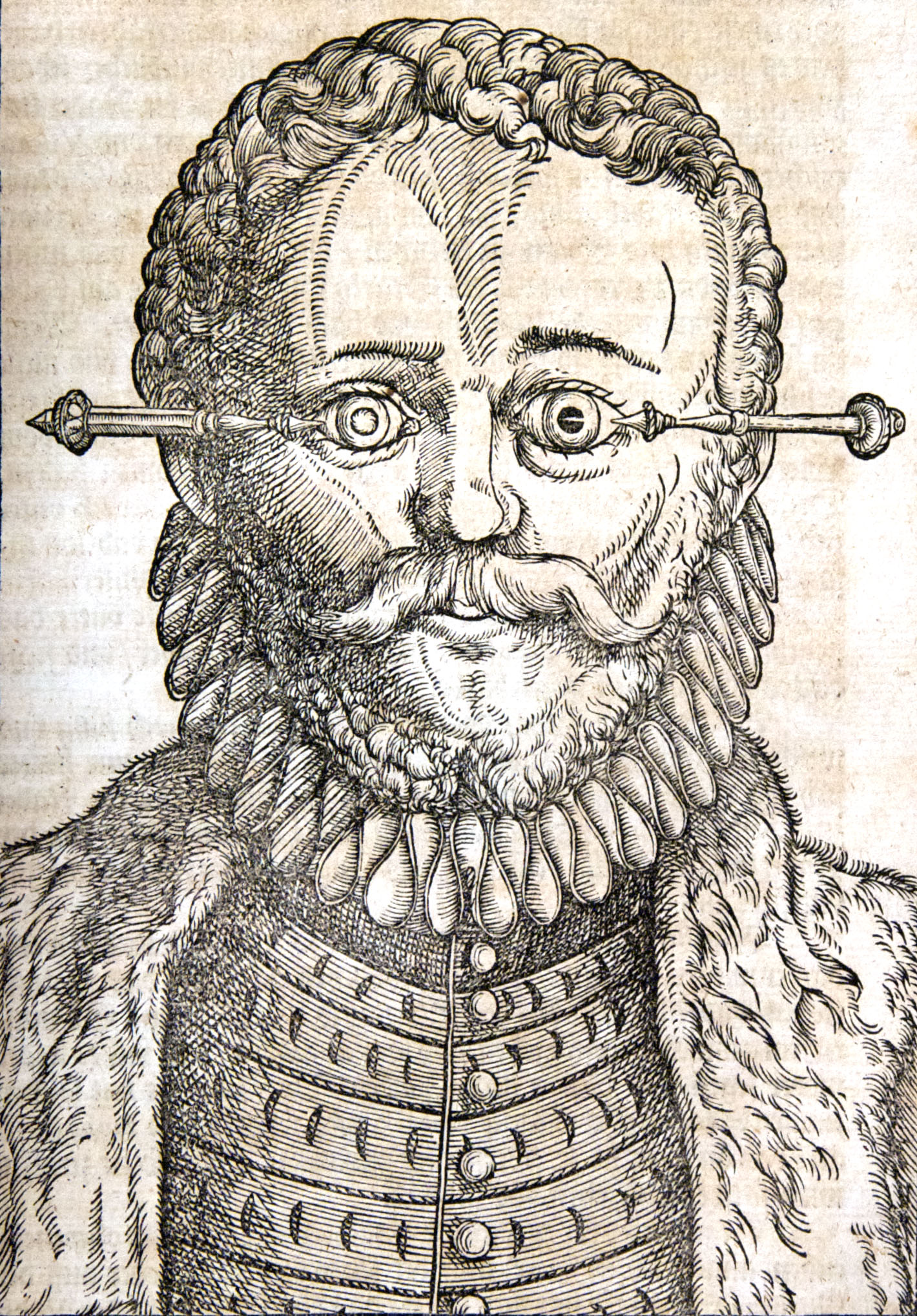
白内障手術墜下法(図1583年)

濁った水晶体を取り出す手術をもっと安全に行えるようにしたのは、18世紀のフランスの医師ジャック・ダヴィエルによる「目の下の方を大きく切り開いて水晶体を嚢から外に押し出す」というもので、当時は麻酔はもちろん眼球用の糸が当時なかったため大きな切開部分の縫合もできなかったことから患者は数日間動けなくさせられていたほどだったが、そういった問題についての技術が進むにつれ、19世紀頃にはこちらの摘出術の方がより成功性が高いと墜下法より主流になった。

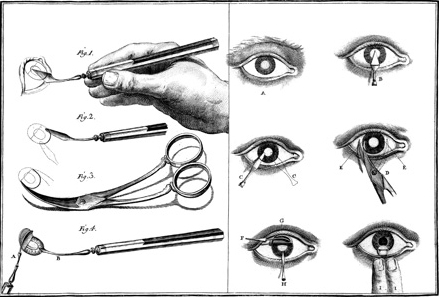
ダヴィエル式白内障手術法
(図1780年)

その後、1967年にアメリカの医師チャールズ・ケルマンが超音波で水晶体を砕いて吸い取る水晶体乳化吸引術を発表し、眼球の切開部分を小さくできるようになり、現在はこの方法が主流になっている。
なお、いずれの場合もピント合わせができなくなるので、何らかの形で凸レンズを使用して焦点を合わせられるようにする。
現代日本においては先に挙げた薬物療法が無効であり、生活に支障がある場合は、混濁した水晶体を除去して眼内に眼内レンズを挿入する外科手術を行っている。
麻酔は以前全身麻酔、球後麻酔（長い針で眼球の裏側に麻酔液を注入する）や、瞬目麻酔（瞬きを抑えるために行う麻酔の注射）を施行し、麻酔時に大きな痛みを伴うこともあった。現在は手術時間の短縮・麻酔薬使用方法の進歩から、リドカインなどを用いて点眼麻酔（麻酔液を点眼して行う麻酔法）が可能となり簡便な方法がとられるようになった。
また手術前処置として15分程度、眼球の上に砂袋等の重りを載せて硝子体圧を下げる前処置が必要とされることが多かった。現在でも硝子体圧が高いと想定される際には行われることがある。
手術方法は以前強膜を大きく切開して切開創を作成して水晶体をまるごと取り出す水晶体嚢内摘出術が行われていた。この手技は切開創の幅が12mm程度必要であり術後乱視が強い傾向があり、また眼内レンズの挿入が困難であった。その後切開幅は変わらないが、水晶体嚢を温存して水晶体を摘出し、温存した水晶体嚢内に眼内レンズを挿入する水晶体嚢外摘出術及び眼内レンズ挿入術が行われるようになった。切開幅が大きく、術後炎症・眼圧の不安定さより、多くの医療施設では手術に際し入院を必要としていた。
現在、切開法としては角膜を切る角膜切開法や、強膜から角膜までトンネル状に切り進む強角膜切開法が主流であり、術後も縫合は行わない、いわゆる無縫合手術で行われることが多い。近年の医療技術の発達に伴い、白濁した水晶体の核を超音波で乳化破砕して吸引除去し、皮質の処理を行った上で、温存しておいた水晶体嚢（水晶体を包んでいる袋）に眼内レンズを挿入する。今日では眼内レンズは折りたたんだり、眼内レンズを挿入するためのインジェクターを使用する方法が開発され、切開創の幅も3mm以下で行うことが可能となった。また水晶体嚢を温存できなかったり水晶体嚢を支えているチン小帯（筋肉の繊維）が弱く、水晶体嚢を利用できない場合は、眼内レンズを縫い付けるまたは、前房内に挿入する場合もある。また手術の実時間も10-40分で終わり（症状が進行してからの手術の場合、水晶体が固くなり過ぎて超音波で砕くのに時間がかかり、手術時間が延びる場合がある）、いわゆる「日帰り手術」が可能となり、患者への負担が飛躍的に軽減した。
手術後の副作用として、手術後数ヶ月から数年後に、水晶体後嚢が濁る後発白内障が出れば、レーザーで簡単に除去出来る。後発白内障は従来は30％程度起こっていたが、最近は眼内レンズや手術法の改良で、頻度は1-10％程度に減った。
眼科手術の中でも安全性の高い手術とはいえ、もちろん100%安全な手術というものは存在せず、下記に揚げる合併症にいたる例があり、不幸にして失明に至るケースも存在する。
一般的な白内障手術の術中・術後の合併症として、次のようなものが報告されているという。
- 緑内障 (0.2-2.5%)
- 後嚢破損 (1%)
- 駆逐性出血 (0.55%)
- 水晶体落下 (0.1%)
- 眼内炎（英語版） (0.06%)
- その他（網膜剥離、術後高眼圧、嚢胞性黄斑浮腫、視力低下、眼内レンズ偏移、水疱性角膜症（英語版）、麻酔薬によるアレルギーやショックなど）

術中駆逐性出血や術後眼内炎が発生した場合は失明の可能性がある。また、アトピー性皮膚炎の患者の場合は後嚢や毛様体小帯が弱い傾向にあり、後嚢破損や水晶体落下の危険性がやや上がるという。
手術を行わない場合は、最終的には失明に至り、発展途上国においては失明原因の第1位である。

## 先天性白内障
詳細は先天性白内障を参照

### 主な原因
- 遺伝 （常染色体優性遺伝）
- 先天性風疹症候群 （胎児期に母親が風疹に感染した場合）

他にも染色体異常や他の先天性の病気などと伴って発症する場合もある。

### 治療・矯正
成人の白内障とは違い、乳幼児が発症する先天性白内障や若年性白内障は、視覚の発達に悪影響があると認められる際にはなるべく早く手術する必要がある。手術は全身麻酔でおこなわれ、将来的に目が成長することを考慮して、焦点を固定する眼内レンズを埋め込む手術を行わないことが多い。手術後は眼鏡、コンタクトレンズで矯正する。なお、乳幼児の白内障手術を行える医療機関はかなり少ない。

## ヒト以外の動物
多くの動物種で存在するが、特に馬や犬で多い。犬における白内障の大部分は遺伝性である。犬の白内障手術の際、ヒトよりも前嚢がやや硬い傾向がある。

## その他
- 人形浄瑠璃の『壺坂霊験記』は、盲人が崖から落ちて目が見えるようになる話であるが、これは実は白内障で、落下の衝撃によってチン小帯が切れ、水晶体が落ちたために目が見えるようになったのではないかとの説がある[10]。（少なくとも古代の白内障の治療で衝撃を加えて水晶体を落とすという手術は実在した[9]）

## 脚註
1. ↑  Davis, Geetha (2016). “The Evolution of Cataract Surgery”. Missouri Medicine 113 (1):  58–62. ISSN 0026-6620. PMC 6139750. PMID 27039493.
2. ↑  Bilodeau, Kelly (2022年4月1日). “Could cataract surgery bring brain benefits?” (英語). Harvard Health. 2022年9月16日閲覧。
3. ↑  Godman, Heidi (2022年3月1日). “Cataract removal tied to lower dementia risk” (英語). Harvard Health. 2022年9月16日閲覧。
4. ↑  MD, Robert H. Shmerling (2021年1月22日). “Need surgery? Should you avoid your surgeon’s birthday?” (英語). Harvard Health. 2022年9月16日閲覧。
5. ↑  Kim, Jae Yong; Ali, Rasha; Cremers, Sandra Lora; Yun, Sung-Cheol; Henderson, Bonnie An (2009-06-01). “Incidence of intraoperative complications in cataract surgery performed by left-handed residents” (英語). Journal of Cataract & Refractive Surgery 35 (6):  1019–1025. doi:10.1016/j.jcrs.2009.01.025. ISSN 0886-3350.
6. ↑  茨木信博「白内障治療薬の現状: エビデンスはあるのか？」『Journal of Nippon Medical School』第69巻第4号、2002年、404–405頁、doi:10.1272/jnms.69.404、ISSN 13454676。
7. ↑  Godman, Heidi (2022年3月1日). “Cataract removal tied to lower dementia risk” (英語). Harvard Health. 2022年3月15日閲覧。
8. ↑  Bilodeau, Kelly (2022年4月1日). “Could cataract surgery bring brain benefits?” (英語). Harvard Health. 2022年3月19日閲覧。
9. 1 2  スティーヴ・パーカー 監修『医学の歴史大図鑑』酒井シヅ日本語版 監修、株式会社オフィス宮崎 翻訳・日本語編修、株式会社河出書房新社 出版、ISBN 978-4-309-25575-0、P.86。
10. ↑  觀音靈驗記新解釋「壺坂寺觀音靈驗記」 -『観音経を語る : 並法華経』岡本かの子 (大東出版社, 1942)